# 시랜드 공국의 국기
마이크로네이션인 시랜드 공국의 국기는 검은색 삼각형에서 대각선 흰색 줄무늬로 분리된 빨간색 삼각형으로 구성된다. 이 깃발은 1967년 9월 2일에 만들어졌다.